# Mistrovství světa v rallye 2002
Mistrovství světa v rallye 2002 ((anglicky): World Rallye Championchip 2002) byla série závodů mistrovství světa v rallye v sezóně 2002. Vítězem se stal fin Marcus Grönholm na voze Peugeot 206 WRC. Automobilka Peugeot získala i pohár konstruktérů.

## Týmy a jezdci
| Tým                              | Výrobce    | Vůz                            | Pneu | Č. | Jezdec            | Navigátor           | Soutěže            |
| -------------------------------- | ---------- | ------------------------------ | ---- | -- | ----------------- | ------------------- | ------------------ |
| Peugeot Total                    | Peugeot    | 206 WRC                        | M    | 1  | Richard Burns     | Robert Reid         | Vše                |
| Peugeot Total                    | Peugeot    | 206 WRC                        | M    | 2  | Marcus Grönholm   | Timo Rautiainen     | Vše                |
| Peugeot Total                    | Peugeot    | 206 WRC                        | M    | 3  | Gilles Panizzi    | Hervé Panizzi       | 1, 3–4, 11         |
| Peugeot Total                    | Peugeot    | 206 WRC                        | M    | 3  | Harri Rovanperä   | Risto Pietiläinen   | 2, 5–8             |
| Peugeot Total                    | Peugeot    | 206 WRC                        | M    | 3  | Harri Rovanperä   | Voitto Silander     | 9–10               |
| Ford Motor Co Ltd                | Ford       | Focus RS WRC 02                | P    | 4  | Carlos Sainz      | Luis Moya           | 1–3, 5–14          |
| Ford Motor Co Ltd                | Ford       | Focus RS WRC 02                | P    | 4  | Carlos Sainz      | Marc Marti          | 4                  |
| Ford Motor Co Ltd                | Ford       | Focus RS WRC 02                | P    | 5  | Colin McRae       | Nicky Grist         | 1–12               |
| Ford Motor Co Ltd                | Ford       | Focus RS WRC 02                | P    | 5  | Colin McRae       | Derek Ringer        | 13–14              |
| Ford Motor Co Ltd                | Ford       | Focus RS WRC 02                | P    | 6  | Markko Märtin     | Michael Park        | Vše                |
| Marlboro Mitsubishi Ralliart     | Mitsubishi | Lancer Evo WRC Lancer Evo WRC2 | M    | 7  | François Delecour | Daniel Grataloup    | 1–13               |
| Marlboro Mitsubishi Ralliart     | Mitsubishi | Lancer Evo WRC Lancer Evo WRC2 | M    | 7  | François Delecour | Dominique Savignoni | 14                 |
| Marlboro Mitsubishi Ralliart     | Mitsubishi | Lancer Evo WRC Lancer Evo WRC2 | M    | 8  | Alister McRae     | David Senior        | 1–13               |
| Marlboro Mitsubishi Ralliart     | Mitsubishi | Lancer Evo WRC Lancer Evo WRC2 | M    | 8  | Justin Dale       | Andrew Bargery      | 14                 |
| Marlboro Mitsubishi Ralliart     | Mitsubishi | Lancer Evo WRC Lancer Evo WRC2 | M    | 9  | Jani Paasonen     | Arto Kapanen        | 2, 5, 9, 12–14     |
| 555 Subaru World Rally Team      | Subaru     | Impreza WRC 2001/2             | P    | 10 | Tommi Mäkinen     | Kaj Lindström       | Vše                |
| 555 Subaru World Rally Team      | Subaru     | Impreza WRC 2001/2             | P    | 11 | Petter Solberg    | Phil Mills          | Vše                |
| 555 Subaru World Rally Team      | Subaru     | Impreza WRC 2001/2             | P    | 12 | Toshihiro Araj    | Tony Sircombe       | 7                  |
| 555 Subaru World Rally Team      | Subaru     | Impreza WRC 2001/2             | P    | 12 | Achim Mörtl       | Klaus Wicha         | 10–11              |
| Škoda Motorsport                 | Škoda      | Octavia WRC Evo2/3             | M    | 14 | Kenneth Eriksson  | Tina Thörner        | Vše                |
| Škoda Motorsport                 | Škoda      | Octavia WRC Evo2/3             | M    | 15 | Toni Gardemeister | Paavo Lukander      | Vše                |
| Škoda Motorsport                 | Škoda      | Octavia WRC Evo2/3             | M    | 16 | Roman Kresta      | Jan Tománek         | 1, 3, 5, 8, 11, 14 |
| Škoda Motorsport                 | Škoda      | Octavia WRC Evo2/3             | M    | 16 | Stig Blomqvist    | Ana Goñi            | 2, 4, 7            |
| Škoda Motorsport                 | Škoda      | Octavia WRC Evo2/3             | M    | 16 | Gabriel Pozzo     | Daniel Stillo       | 6                  |
| Škoda Motorsport                 | Škoda      | Octavia WRC Evo2/3             | M    | 16 | Matthias Kahle    | Peter Göbel         | 10                 |
| Hyundai Castrol World Rally Team | Hyundai    | Accent WRC2/3                  | M    | 17 | Armin Schwarz     | Manfred Hiemer      | Vše                |
| Hyundai Castrol World Rally Team | Hyundai    | Accent WRC2/3                  | M    | 18 | Freddy Loix       | Sven Smeets         | Vše                |
| Hyundai Castrol World Rally Team | Hyundai    | Accent WRC2/3                  | M    | 19 | Juha Kankkunen    | Juha Repo           | 2, 5–9, 12–14      |
| Hyundai Castrol World Rally Team | Hyundai    | Accent WRC2/3                  | M    | 19 | Tomasz Kuchar     | Maciek Szczepaniak  | 3                  |
| Automobiles Citroën              | Citroën    | Xsara WRC                      | M    | 20 | Thomas Rådström   | Dennis Giraudet     | 1–2, 4, 7–9, 14    |
| Automobiles Citroën              | Citroën    | Xsara WRC                      | M    | 20 | Jesús Puras       | Marc Marti          | 10                 |
| Automobiles Citroën              | Citroën    | Xsara WRC                      | M    | 21 | Sébastien Loeb    | Daniel Elena        | 1–2, 4, 7–10, 14   |
| Automobiles Citroën              | Citroën    | Xsara WRC                      | M    | 22 | Philippe Bugalski | Jean-Paul Chiaroni  | 1, 4, 10           |

| Týmy neregistrované jako konstruktérské | Týmy neregistrované jako konstruktérské | Týmy neregistrované jako konstruktérské | Týmy neregistrované jako konstruktérské | Týmy neregistrované jako konstruktérské | Týmy neregistrované jako konstruktérské |
| Tým                                     | Výrobce                                 | Vůz                                     | Jezdec                                  | Navigátor                               | Soutěže                                 |
| --------------------------------------- | --------------------------------------- | --------------------------------------- | --------------------------------------- | --------------------------------------- | --------------------------------------- |
| H.F. Grifone SRL                        | Toyota                                  | Corolla WRC                             | Didier Auriol                           | Jacques Boyere                          | 1                                       |
| Pykälistö Juuso                         | Toyota                                  | Corolla WRC                             | Juuso Pykälistö                         | Esko Mertsalmi                          | 2, 5                                    |
| Stohl Racing                            | Toyota                                  | Corolla WRC                             | Manfred Stohl                           | Ilka Minor                              | 1                                       |
| Top Run SRL                             | Toyota                                  | Corolla WRC                             | Marco Menegatto                         | Massimiliano Cerrai                     | 1                                       |
| Toyota Castrol Finland                  | Toyota                                  | Corolla WRC                             | Jussi Välimäki                          | Tero Gardemeister                       | 2, 9                                    |
| Shell Norway Motorsport                 | Toyota                                  | Corolla WRC                             | Henning Solberg                         | Cato Menkerud                           | 2, 9                                    |
| Polsat Dialog Rally Team                | Toyota                                  | Corolla WRC                             | Tomasz Kuchar                           | Maciek Szczepaniak                      | 2, 7, 9, 12–14                          |
| Gryazin Stanislav                       | Toyota                                  | Corolla WRC                             | Stanislav Grjazin                       | Dmitrij Eremeev                         | 3-4                                     |
| Marlboro Rally Team Saudi Arabia        | Toyota                                  | Corolla WRC                             | Abdullah Bakhashab                      | Bobby Willis                            | 7                                       |
| Autostal Duindistel                     | Toyota                                  | Corolla WRC                             | Rocco Theunissen                        | Elisabeth Genten                        | 10                                      |
| MacHale Austin                          | Toyota                                  | Corolla WRC                             | Austin MacHale                          | Brian Murphy                            | 14                                      |
| Peugeot Bastos Racing                   | Peugeot                                 | 206 WRC                                 | Bruno Thiry                             | Stéphane Prevot                         | 1, 3–5, 7, 10–11                        |
| Peugeot Total                           | Peugeot                                 | 206 WRC                                 | Gilles Panizzi                          | Hervé Panizzi                           | 5-6, 8, 12                              |
| Peugeot Sport Finland                   | Peugeot                                 | 206 WRC                                 | Sebastian Lindholm                      | Timo Hantunen                           | 2, 9                                    |
| Powerhorse World Rally Team             | Peugeot                                 | 206 WRC                                 | Achim Mörtl                             | Klaus Wicha                             | 2–5                                     |
| H.F. Grifone SRL                        | Peugeot                                 | 206 WRC                                 | Juuso Pykälistö                         | Esko Mertsalmi                          | 9, 14                                   |
| Michelin Grifone                        | Peugeot                                 | 206 WRC                                 | Valentino Rossi                         | Carlo Cassina                           | 14                                      |
| Bozian Racing                           | Peugeot                                 | 206 WRC                                 | Gilles Panizzi                          | Hervé Panizzi                           | 2, 7 , 14                               |
| Bozian Racing                           | Peugeot                                 | 206 WRC                                 | Harri Rovanperä                         | Risto Pietiläinen                       | 1, 3–4                                  |
| Bozian Racing                           | Peugeot                                 | 206 WRC                                 | Harri Rovanperä                         | Voitto Silander                         | 11                                      |
| Bozian Racing                           | Peugeot                                 | 206 WRC                                 | Timo Salonen                            | Launo Heinonen                          | 9                                       |
| Bozian Racing                           | Peugeot                                 | 206 WRC                                 | Cédric Robert                           | Gérald Bedon                            | 11                                      |
| Jolly Club                              | Ford                                    | Focus RS WRC                            | Emanuele Dati                           | Massimo Chiapponi                       | 1                                       |
| François Duval                          | Ford                                    | Focus RS WRC                            | François Duval                          | Jean-Marc Fortin                        | 1–3                                     |
| FM Team                                 | Ford                                    | Focus RS WRC                            | Armin Kremer                            | Dieter Schneppenheim                    | 1, 4, 7, 9-10, 14                       |
| LPM Racing                              | Ford                                    | Focus RS WRC                            | Janne Tuohino                           | Petri Vihavainen                        | 2, 5, 7, 9                              |
| Stohl Racing                            | Ford                                    | Focus RS WRC                            | Manfred Stohl                           | Ilka Minor                              | 5, 14                                   |
| Ford Motor Hellas                       | Ford                                    | Focus RS WRC                            | Ioannis Papadimitriou                   | Allan Harryman                          | 7, 14                                   |
| Errepi Racing                           | Ford                                    | Focus RS WRC                            | Armodios Vovos                          | Loris Meletopoulos                      | 7                                       |
| Vita Jari                               | Ford                                    | Focus RS WRC                            | Jari Vita                               | Riku Rousku                             | 9                                       |
| Aava Urmo                               | Ford                                    | Focus RS WRC                            | Urmo Aava                               | Toomas Kitsing                          | 9                                       |
| Ford España                             | Ford                                    | Focus RS WRC                            | Txus Jaio                               | Lucas Cruz                              | 14                                      |
| Ford Motor Co. Ltd.                     | Ford                                    | Focus RS WRC                            | François Duval                          | Jean-Marc Fortin                        | 5, 9, 13                                |
| Ford Motor Co. Ltd.                     | Ford                                    | Focus RS WRC                            | Mark Higgins                            | Bryan Thomas                            | 14                                      |
| Ginley Alistair                         | Ford                                    | Focus RS WRC                            | Alistair Ginley                         | Rory Kennedy                            | 14                                      |
| Styllex Tuning Prosport                 | Subaru                                  | Impreza WRC                             | Tomáš Hrdinka                           | Petr Gross                              | 2                                       |
| Rousselot Benoît                        | Subaru                                  | Impreza WRC                             | Benoît Rousselot                        | Gilles Mondésir                         | 3                                       |
| Higgins David                           | Subaru                                  | Impreza WRC                             | David Higgins                           | Daniel Barritt                          | 14                                      |
| F.Dor Rally Team                        | Subaru                                  | Impreza WRC                             | Frédéric Dor                            | Didier Breton                           | 8                                       |
| 555 Subaru World Rally Team             | Subaru                                  | Impreza WRC                             | Toshihiro Araj                          | Tony Sircombe                           | 10                                      |
| 22 Motorsport                           | Subaru                                  | Impreza WRC                             | Mikko Hirvonen                          | Jarmo Lehtinen                          | 14                                      |
| Jones Gareth                            | Subaru                                  | Impreza WRC                             | Gareth Jones                            | Ryland James                            | 14                                      |
| Harron Stephen                          | Subaru                                  | Impreza WRC                             | Stephen Harron                          | Philip McCrea                           | 14                                      |
| Stephenson Peter                        | Subaru                                  | Impreza WRC                             | Peter Stephenson                        | Allan Whittaker                         | 14                                      |
| Papadimitriou Team                      | Subaru                                  | Impreza 555                             | Ioannis Papadimitriou                   | Allan Harryman                          | 2, 5                                    |
| Ceen Robert                             | Subaru                                  | Impreza 555                             | Robert Ceen                             | Alistair Douglas                        | 14                                      |
| Hein Richard                            | Subaru                                  | Impreza WRC 98                          | Richard Hein                            | Philippe Servol                         | 1                                       |
| Fleck Steve                             | Subaru                                  | Impreza WRC 98                          | Steve Fleck                             | Mark Aspinwall                          | 14                                      |
| Errani Team                             | Škoda                                   | Octavia WRC                             | Riccardo Errani                         | Stefano Casadio                         | 1, 3                                    |
| Škoda Motorsport                        | Škoda                                   | Octavia WRC                             | Gabriel Pozzo                           | Daniel Stillo                           | 4-5, 7                                  |
| NAF Asker & Bærum Junior Team           | Hyundai                                 | Accent WRC                              | Kristian Kolberg                        | Kjell Peterssen                         | 2                                       |
| NAF Asker & Bærum Junior Team           | Hyundai                                 | Accent WRC                              | Thomas Kolberg                          | Ola Fløene                              | 2                                       |
| Barratt Rallysport                      | Hyundai                                 | Accent WRC                              | Natalie Barratt                         | Roger Freeman                           | 2, 4-5, 7, 12–14                        |
| Hyundai Castrol World Rally Team        | Hyundai                                 | Accent WRC                              | Tomasz Kuchar                           | Maciek Szczepaniak                      | 5                                       |
| Piedrafita Sport                        | Citroën                                 | Xsara WRC                               | Philippe Bugalski                       | Jean-Paul Chiaroni                      | 3, 11                                   |
| Piedrafita Sport                        | Citroën                                 | Xsara WRC                               | Jesús Puras                             | Carlos Del Barrio                       | 11                                      |
| Piedrafita Sport                        | Citroën                                 | Xsara WRC                               | Sébastien Loeb                          | Daniel Elena                            | 13                                      |
| Automobiles Citroën                     | Citroën                                 | Xsara WRC                               | Jesús Puras                             | Carlos Del Barrio                       | 4                                       |
| Mitsubishi Ralliart Finland             | Mitsubishi                              | Lancer Evo 6.5                          | Kaj Kuistila                            | Kari Jokinen                            | 9                                       |
| Latvala Jari-Matti                      | Mitsubishi                              | Lancer Evo 6                            | Jari-Matti Latvala                      | Carl Williamson                         | 14                                      |
| Jones Mick                              | Mitsubishi                              | Lancer Evo                              | Mick Jones                              | Andy Morgan                             | 14                                      |

## Výsledky

### 70. Rally Monte Carlo
18. - 20. leden, 1461,28 km, 14 rychlostních zkoušek
1. Tommi Mäkinen, Lindström - Subaru Impreza WRC
2. Sebastian Loeb, Daniel Elena - Citroën Xsara WRC
3. Carlos Sainz, Louis Moya - Ford Focus RS WRC
4. Colin McRae, Nicky Grist - Ford Focus RS WRC
5. Marcus Grönholm, Timo Rautiainen - Peugeot 206 WRC
6. Petter Solberg, Phil Mills - Subaru Impreza WRC
7. Gilles Panizzi, Panizzi - Peugeot 206 WRC
8. Richard Burns, Reid - Peugeot 206 WRC
9. Francois Delecour, Grataloup - Mitsubishi Lancer EVO VII WRC
10. Toni Gardemeister, Paavo Lukander - Škoda Octavia WRC

### 51. Uddeholm Swedish rally
1. - 3. únor, 1876,49 km, 15 rychlostních zkoušek
1. Marcus Grönholm, Timo Rautiainen - Peugeot 206 WRC
2. Harri Rovanperä, Pietilainen - Peugeot 206 WRC
3. Carlos Sainz, Louis Moya - Ford Focus RS WRC
4. Richard Burns, Reid - Peugeot 206 WRC
5. Alister McRae, Senior - Mitsubishi Lancer EVO VII WRC
6. Colin McRae, Nicky Grist - Ford Focus RS WRC
7. Jane Touhino, Vihavainen - Ford Focus RS WRC
8. Juha Kankkunen, Juha Repo - Hyundai Accent WRC
9. Sebastien Lindholm, Hantunen - Peugeot 206 WRC
10. Francois Duval, Fortin - Ford Focus RS WRC

#### Tour de Corse - Rallye de France
8. - 10. březen, 937,83 km, 16 rychlostních zkoušek
1. Gilles Panizzi, Panizzi - Peugeot 206 WRC
2. Marcus Grönholm, Timo Rautiainen - Peugeot 206 WRC
3. Richard Burns, Reid - Peugeot 206 WRC
4. Philippe Bugalski, Chiaroni - Citroën Xsara WRC
5. Petter Solberg, Phil Mills - Subaru Impreza WRC
6. Carlos Sainz, Louis Moya - Ford Focus RS WRC
7. Francois Delecour, Grataloup - Mitsubishi Lancer EVO VII WRC
8. Markko Märtin, Michael Park - Ford Focus RS WRC
9. Freddy Loix, Smeets - Hyundai Accent WRC
10. Alister McRae, Senior - Mitsubishi Lancer EVO VII WRC

### Rally Catalunya
21. - 23. březen, 1948,95 km, 15 rychlostních zkoušek
1. Gilles Panizzi, Panizzi - Peugeot 206 WRC
2. Richard Burns, Reid - Peugeot 206 WRC
3. Philippe Bugalski, Chiaroni - Citroën Xsara WRC
4. Marcus Grönholm, Timo Rautiainen - Peugeot 206 WRC
5. Petter Solberg, Phil Mills - Subaru Impreza WRC
6. Colin McRae, Nicky Grist - Ford Focus RS WRC
7. Harri Rovanperä, Pietilainen - Peugeot 206 WRC
8. Markko Märtin, Michael Park - Ford Focus RS WRC
9. Francois Delecour, Grataloup - Mitsubishi Lancer EVO VII WRC
10. Freddy Loix, Smeets - Hyundai Accent WRC

### Rally Cyprus
19. - 21. duben, 1306,21 km, 19 rychlostních zkoušek
1. Marcus Grönholm, Timo Rautiainen - Peugeot 206 WRC
2. Richard Burns, Reid - Peugeot 206 WRC
3. Tommi Mäkinen, Lindström - Subaru Impreza WRC
4. Harri Rovanperä, Pietilainen - Peugeot 206 WRC
5. Petter Solberg, Phil Mills - Subaru Impreza WRC
6. Colin McRae, Nicky Grist - Ford Focus RS WRC
7. Armin Schwarz, Hiemer - Hyundai Accent WRC
8. Markko Märtin, Michael Park - Ford Focus RS WRC
9. Kenneth Eriksson, Tina Thörner - Škoda Octavia WRC
10. Gilles Panizzi, Panizzi - Peugeot 206 WRC

### Rally Argentina
16. - 19. květen, 1460,69 km, 21 rychlostních zkoušek
1. Carlos Sainz, Louis Moya - Ford Focus RS WRC
2. Petter Solberg, Phil Mills - Subaru Impreza WRC
3. Colin McRae, Nicky Grist - Ford Focus RS WRC
4. Markko Märtin, Michael Park - Ford Focus RS WRC
5. Toni Gardemeister, Paavo Lukander - Škoda Octavia WRC
6. Kenneth Eriksson, Tina Thörner - Škoda Octavia WRC
7. Juha Kankkunen, Juha Repo - Hyundai Accent WRC
8. Alister McRae, Senior - Mitsubishi Lancer EVO VII WRC
9. Pozzo, Stilo - Škoda Octavia WRC
10. Roman Ferreyros, Vellejo - Mitsubishi Lancer EVO VII WRC

### Rally Acropolis
13. - 16. červen, 1197,85 km, 16 rychlostních zkoušek
1. Colin McRae, Nicky Grist - Ford Focus RS WRC
2. Marcus Grönholm, Timo Rautiainen - Peugeot 206 WRC
3. Carlos Sainz, Louis Moya - Ford Focus RS WRC
4. Harri Rovanperä, Pietilainen - Peugeot 206 WRC
5. Petter Solberg, Phil Mills - Subaru Impreza WRC
6. Markko Märtin, Michael Park - Ford Focus RS WRC
7. Sebastian Loeb, Daniel Elena - Citroën Xsara WRC
8. Radström, Dennis Giraudet - Citroën Xsara WRC
9. Armin Schwarz, Hiemer - Hyundai Accent WRC
10. Toni Gardemeister, Paavo Lukander - Škoda Octavia WRC

### Inmarsat Safari Rally
11. - 14. červenec, 2433,15 km, 11 rychlostních zkoušek
1. Colin McRae, Nicky Grist - Ford Focus RS WRC
2. Harri Rovanperä, Pietilainen - Peugeot 206 WRC
3. Radström, Dennis Giraudet - Citroën Xsara WRC
4. Marko Märtin, Michael Park - Ford Focus RS WRC
5. Sebastian Loeb, Daniel Elena - Citroën Xsara WRC
6. Gilles Panizzi, Panizzi - Peugeot 206 WRC
7. Roman Kresta, Jan Tománek - Škoda Octavia WRC
8. Juha Kankkunen, Juha Repo - Hyundai Accent WRC
9. Alister McRae, Senior - Mitsubishi Lancer EVO VII WRC
10. Karajmit Singh, Allen Oh - Proton Perth

### Neste rally Finland

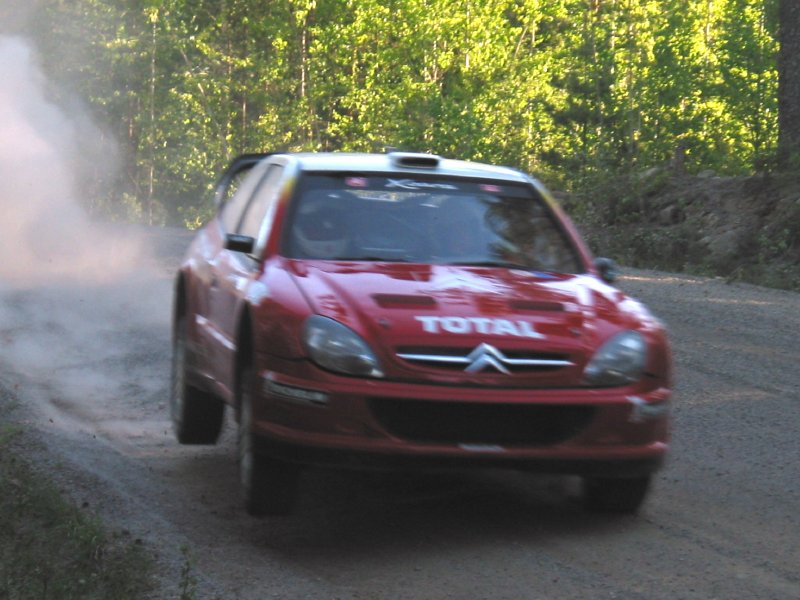
Citroën při testování ve Finsku

9. - 11. srpen, 1703,32 km, 22 rychlostních zkoušek
1. Marcus Grönholm, Timo Rautiainen - Peugeot 206 WRC
2. Richard Burns, Reid - Peugeot 206 WRC
3. Petter Solberg, Phil Mills - Subaru Impreza WRC
4. Carlos Sainz, Louis Moya - Ford Focus RS WRC
5. Markko Märtin, Michael Park - Ford Focus RS WRC
6. Tommi Mäkinen, Lindström - Subaru Impreza WRC
7. Sebastien Lindholm, Hantunen - Peugeot 206 WRC
8. Jani Paasonen, Kapanen - Mitsubishi Lancer EVO VII WRC
9. Freddy Loix, Smeets - Hyundai Accent WRC
10. Sebastian Loeb, Daniel Elena - Citroën Xsara WRC

### Rally Deutschland
22. - 25. srpen, 1397,43 km, 22 rychlostních zkoušek
1. Sebastian Loeb, Daniel Elena - Citroën Xsara WRC
2. Richard Burns, Reid - Peugeot 206 WRC
3. Marcus Grönholm, Timo Rautiainen - Peugeot 206 WRC
4. Colin McRae, Nicky Grist - Ford Focus RS WRC
5. Bruno Thiry, Francois Prévot - Peugeot 206 WRC
6. Markko Märtin, Michael Park - Ford Focus RS WRC
7. Tommi Mäkinen, Lindström - Subaru Impreza WRC
8. Carlos Sainz, Louis Moya - Ford Focus RS WRC
9. Francois Delecour, Grataloup - Mitsubishi Lancer EVO VII WRC
10. Kenneth Eriksson, Tina Thörner - Škoda Octavia WRC

### Rallye San Remo 2002
19. - 22. září, 1407,04 km, 18 rychlostních zkoušek
1. Gilles Panizzi, Panizzi - Peugeot 206 WRC
2. Marcus Grönholm, Timo Rautiainen - Peugeot 206 WRC
3. Petter Solberg, Phil Mills - Subaru Impreza WRC
4. Richard Burns, Reid - Peugeot 206 WRC
5. Markko Märtin, Michael Park - Ford Focus RS WRC
6. Puras, Del Bario - Citroën Xsara WRC
7. Robert, Bedon - Peugeot 206 WRC
8. Colin McRae, Nicky Grist - Ford Focus RS WRC
9. Harri Rovanperä, Pietilainen - Peugeot 206 WRC
10. Francois Delecour, Grataloup - Mitsubishi Lancer EVO VII WRC

### Propecia Rally New Zealand
3. - 6. říjen, 1792,48 km, 26 rychlostních zkoušek
1. Marcus Grönholm, Timo Rautiainen - Peugeot 206 WRC
2. Harri Rovanperä, Pietilainen - Peugeot 206 WRC
3. Tommi Mäkinen, Lindström - Subaru Impreza WRC
4. Carlos Sainz, Louis Moya - Ford Focus RS WRC
5. Juha Kankkunen, Juha Repo - Hyundai Accent WRC
6. Freddy Loix, Smeets - Hyundai Accent WRC
7. Gilles Panizzi, Panizzi - Peugeot 206 WRC
8. Toni Gardemeister, Paavo Lukander - Škoda Octavia WRC
9. Francois Delecour, Grataloup - Mitsubishi Lancer EVO VII WRC
10. Armin Schwarz, Hiemer - Hyundai Accent WRC

### Telstra rally Australia
31. říjen - 3. listopad, 1571,98 km, 24 rychlostních zkoušek
1. Marcus Grönholm, Timo Rautiainen - Peugeot 206 WRC
2. Harri Rovanperä, Pietilainen - Peugeot 206 WRC
3. Petter Solberg, Phil Mills - Subaru Impreza WRC
4. Carlos Sainz, Louis Moya - Ford Focus RS WRC
5. Markko Märtin, Michael Park - Ford Focus RS WRC
6. Toni Gardemeister, Paavo Lukander - Škoda Octavia WRC
7. Sebastian Loeb, Daniel Elena - Citroën Xsara WRC
8. Kenneth Eriksson, Tina Thörner - Škoda Octavia WRC
9. Jani Paasonen, Kapanen - Mitsubishi Lancer EVO VII WRC
10. Manfred Stohl, Petrasko - Mitsubishi Carisma GT

### Network Q Rally of Great Britain
14. - 17. listopad, 1637,61 km, 16 rychlostních zkoušek
1. Petter Solberg, Phil Mills - Subaru Impreza WRC
2. Markko Märtin, Michael Park - Ford Focus RS WRC
3. Carlos Sainz, Louis Moya - Ford Focus RS WRC
4. Tommi Mäkinen, Lindström - Subaru Impreza WRC
5. Colin McRae, Derek Ringer - Ford Focus RS WRC
6. Higgins, Thomas - Ford Focus RS WRC
7. Harri Rovanperä, Pietilainen - Peugeot 206 WRC
8. Freddy Loix, Smeets - Hyundai Accent WRC
9. Juha Kankkunen, Juha Repo - Hyundai Accent WRC
10. Toni Gardemeister, Paavo Lukander - Škoda Octavia WRC

## Celkové pořadí

### Značky
1. Peugeot Sport - 165
2. Ford M-Sport - 104
3. Subaru World Rally Team - 67
4. Hyundai World Rally Team - 10
5. Škoda Motorsport - 9
6. Mitsubishi Ralliart - 9

### Jezdci
1. Marcus Grönholm - 77
2. Petter Solberg - 37
3. Carlos Sainz - 36
4. Colin McRae - 35
5. Richard Burns - 34
6. Gilles Panizzi - 31
7. Harri Rovanperä - 30
8. Tommi Mäkinen - 21
9. Markko Märtin - 20
10. Sébastien Loeb - 18

### Juniorský šampionát
1. Dani Sola - Citroën Saxo S1600 - 37
2. Andrea Dallavilla - Citroën Saxo S1600 - 29
3. Janne Tuohino - Citroën Saxo S1600 - 15
4. Giandomenico Basso - Fiat Punto S1600 - 14
5. Nicola Caldani - Fiat Punto S1600 - 13

### Produkční šampionát
1. Karamjit Singh - Proton Pert - 32
2. Kristian Sohlberg - Mitsubishi Lancer EVO VII - 26
3. Ramon Ferreyros - Mitsubishi Lancer EVO VII - 23
4. Toshihiro Arai - Subaru Impreza WRX STI - 22
5. Alessandro Fiorio - Mitsubishi Lancer EVO VII - 22